# Reiseabenteuer (Walzer)
Reiseabenteuer ist ein Walzer von Johann Strauss Sohn (op. 227). Das Werk wurde im Sommer 1859 in Pawlowsk in Russland erstmals aufgeführt. 